# Praagse Lente

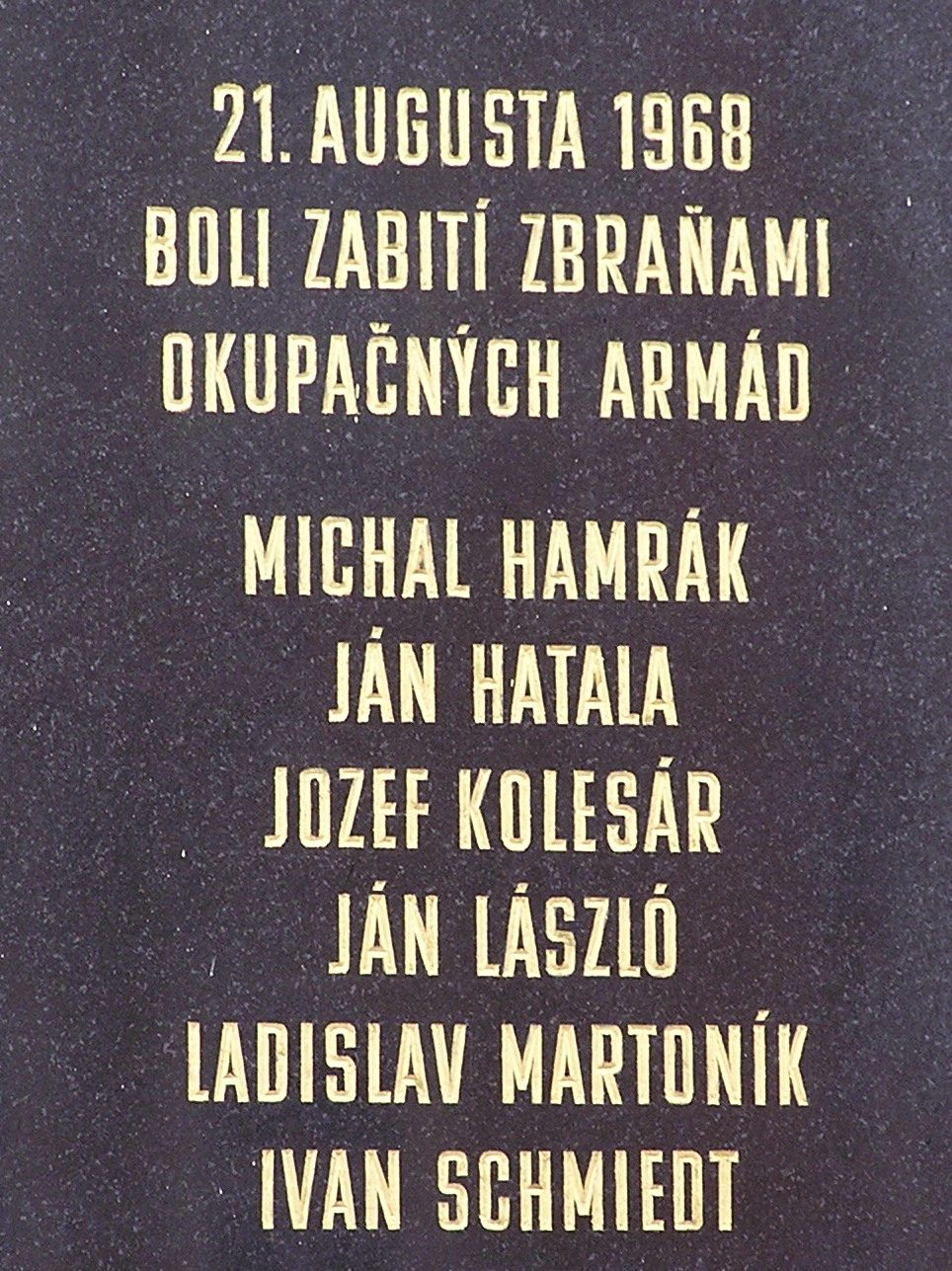
Gedenkplaat van de opstand.

De Praagse Lente (Pražské jaro) is de naam die men geeft aan de periode in de Tsjecho-Slowaakse geschiedenis van januari 1968 tot 21 augustus 1968, toen Alexander Dubček het communistische Tsjecho-Slowakije een meer gematigde koers uitstuurde. Aan deze periode werd abrupt een einde gemaakt door de andere vijf leden van het Warschaupact, onder leiding van de USSR met de inval van hun troepen op 20 augustus 1968.

## Voorgeschiedenis

### Machtsovername van de communisten (1948)
Na de Tweede Wereldoorlog waren de Tsjechen verbitterd over de houding van de westerse mogendheden bij de totstandkoming van het verdrag van München (maart 1938). In dat verdrag werd door Duitsland, Italië, Groot-Brittannië en Frankrijk (zonder inspraak van Tsjecho-Slowakije zelf) vastgelegd dat het Tsjechische Sudetenland door Duitsland mocht worden geannexeerd. Daardoor wonnen de communisten terrein in Tsjecho-Slowakije. Een coalitieregering kwam aan de macht waarin de communisten een belangrijke rol speelden. In het begin van 1948 ontsloeg de communistische minister van Binnenlandse Zaken 8 niet-communistische politieofficieren. De democratische ministers in de regering protesteerden tegen dit ontslag, en dienden hun eigen ontslag in. Daarop benoemden de communisten in februari 1948 partijleden of -sympathisanten in hun plaats. De communistische staatsgreep was een feit. Later zouden de communisten naar deze gebeurtenissen verwijzen als februari van de overwinning (Vítězný únor). Met de verkiezingen van mei 1948 in aantocht werden de communisten vijandiger tegenover democratische processen en instellingen. De kiezers konden enkel kiezen uit lijsten van het Nationaal Front en, om helemaal zeker te zijn van een overwinning, werd de uitslag vervalst. Ze wonnen de verkiezingen met een onwaarschijnlijke 89,2 procent.

### Politieke vervolgingen van de jaren 50
In de jaren 50 kende het Tsjecho-Slowaakse communistische bewind een periode van politieke onderdrukking die gepaard ging met opgezette politieke processen, doodstraffen en het vastzetten van politieke tegenstanders.
In 1953 kwamen in Plzeň en Ostrava mensen op straat om te protesteren tegen de verslechterde economische situatie. De opstand werd met geweld neergeslagen, en de leiders werden naar werkkampen gestuurd. Zelfs het feit dat de opstand had plaatsgevonden werd door het communistische bewind doodgezwegen.

### Tsjecho-Slowaakse Socialistische Republiek (1960)
In 1960 werd het land officieel een socialistische staat volgens de grondwet door toedoen van Antonín Novotný.
De jaren 60 begonnen met veranderingen. Sommige politieke gevangenen uit de jaren 50 werden in ere hersteld. Het derde Vijfjarenplan moest de economische crisis oplossen, maar mislukte in 1963. Daarom werd een aantal economische hervormingen afgekondigd, die enkele elementen van de vrijemarkteconomie moest herinvoeren. Politieke en artistieke vrijheden waren enigszins toegenomen in deze periode. Op wetenschappelijk en technisch gebied was weer onafhankelijk onderzoek mogelijk. De journalistiek en de kunsten genoten van een vrijheid die ze niet meer gekend hadden sinds de communisten in 1948 de macht overnamen.
Het land werd toen al beschouwd als het liberale broertje in de communistische familie. De Sovjet-Unie hield de veranderingen in het land nauwlettend in de gaten. Ze beschouwde Tsjecho-Slowakije als het minst betrouwbare element van het Warschaupact.
De bevolking durfde in het licht van de hervormingen weer openlijk kritiek te uiten op de communisten. De communistische partij werd beschuldigd van de materiële en morele achteruitgang van de maatschappij, en de politieke vervolgingen van de jaren 50. Zelfs de leidersrol van de partij werd openlijk ter discussie gesteld. Voor het eerst sinds het beëindigen van de Tweede Wereldoorlog gingen zelfs stemmen op om weer banden aan te knopen met de West-Europese landen. Op 31 oktober 1967 sloeg de oproerpolitie met geweld een vreedzame demonstratie van studenten tegen hun armzalige huisvesting neer.
Tsjecho-Slowakije stelde het economisch beter dan andere communistische landen. Een ernstige landbouwcrisis in 1967-1968 bracht echter grote ontevredenheid in het land. Steeds meer werd er geprotesteerd tegen het centrale bewind in Praag. Het werd duidelijk dat de communisten geen voeling meer hadden met de landbouwers en de arbeiders. Van dat ongenoegen maakte een aantal progressieve hervormingsgezinde leden van de communistische partij gebruik om meer invloed te krijgen binnen de partij.

## Hervormingen

### Het begin
Op 5 januari 1968 verving Alexander Dubček met unanimiteit van stemmen partijleider Antonín Novotný, die sinds 1957 de leiding van de partij in handen had en een volgeling van Brezjnev was, als eerste secretaris van de communistische partij van Tsjecho-Slowakije. Dubček stond een gematigder koers voor.
Novotný bleef echter president van de Socialistische Tsjecho-Slowaakse Republiek tot hij op 22 maart uit dat ambt ontzet werd. Op 30 mei 1968 werd hij helemaal uit de communistische partij gezet.
Dubček stond voor een socialisme met een menselijker gezicht. Hij wilde de Tsjecho-Slowaakse staat democratischer maken met een liberaler communisme dan in de andere satellietstaten van de Sovjet-Unie. Hij maakte zijn hervormingsplannen bekend op 10 april 1968.

### Socialisme met een menselijker gezicht
In april kwam de communistische partij met het zogenaamde Actieprogram, waarin de fouten van het verleden werden toegegeven en de wens geuit een modernere vorm van het socialisme in te voeren dat zou zijn gebaseerd op verregaande democratisering en pluralisering van de gehele maatschappij, op politiek, economisch, wetenschappelijk en cultureel terrein. Het burgerinitiatief werd aangewakkerd en de rol van de partijideologie teruggedrongen. Dubček wilde in het kader hiervan ook de censuur afschaffen, zodat de mensen vrijelijk kritiek konden uiten en daarbij toegang kregen tot informatie over de wereld buiten de communistische pers. Dubček wilde verder een scheiding tussen de politie en de geheime diensten en gelijkstelling van andere politieke partijen met de communistische partij. Door de afschaffing van de censuur ontstond een sterke openlijke anti-sovjethouding, die mede geleid heeft tot de invasie in augustus 1968.

### Opbloei van de cultuur en de politieke bevrijding
Deze vernieuwingen brachten een golf van protestbewegingen en demonstraties teweeg in het land. De mensen wilden volop gebruikmaken van hun vrije meningsuiting, en kwamen massaal op straat. De studenten wilden deelnemen aan de westerse jeugdcultuur, en de arbeiders wilden hun ongenoegen laten blijken, hopend op verbetering van hun situatie.
Het Kremlin zag dit alles met lede ogen aan, en riep op 4 mei 1968 Dubček ter verantwoording. Deze vergadering liep op niets uit, en vier dagen later had Dubček een geheime vergadering met de andere leden van het Warschaupact om hen ervan te overtuigen dat de ontwikkelingen in zijn land geen gevaar betekenden voor de Sovjet-Unie. Daar kon hij hen niet van overtuigen, want op 9 mei werden er al troepen op Tsjecho-Slowaakse bodem gesignaleerd. Dubček liet zich echter niet intimideren, en bleef zijn progressieve koers varen.

### Manifest van 2000 woorden
Op 27 juni 1968 verscheen het Manifest van 2000 woorden, dat openlijk kritiek gaf op de misstanden in het land, en de schuld daarvan vooral op de conservatieve vleugel binnen de communistische partij schoof. Er werd openlijk gezegd dat de communistische partij het land controleerde, en vervallen was tot een 'naar macht hunkerende organisatie', zoals het in het manifest stond. Verder werden de hervormingspogingen geprezen, maar tegelijkertijd werden de conservatieve leden van de communistische partij, die de hervormingen in de weg stonden, met de vinger gewezen. Er werden meer hervormingen geëist, zonder echter daarbij de monopoliepositie van de communistische partij te willen opgeven. Tot slot werd in het manifest een oproep gedaan aan de bevolking om de progressieve vleugel binnen de partij te steunen en een aantal eisen geformuleerd om verdere hervormingen door te voeren tot op het laagste niveau.
Een reactie bleef niet uit. Op 3 juli al verscheen er in de Pravda een artikel waarin stond te lezen dat de Sovjet-Unie desnoods met geweld bereid was het socialisme in leven te houden. Het Warschaupact eiste herinvoering van de censuur, maatregelen tegen de hervormers en handhaving van het nationale partijgezag. Dubček ging niet in op deze eisen.
Sovjet-ideoloog Alexandrov veroordeelde het Manifest van 2000 woorden scherp. Er volgde op 14 en 15 juli 1968 een brief van het Warschaupact, waarin duidelijk gesteld werd dat de huidige koers van de Tsjecho-slowaakse communistische partij onaanvaardbaar was, en het land dreigde af te brengen van de socialistische weg.

## Einde van de Praagse Lente

### 20 augustus 1968

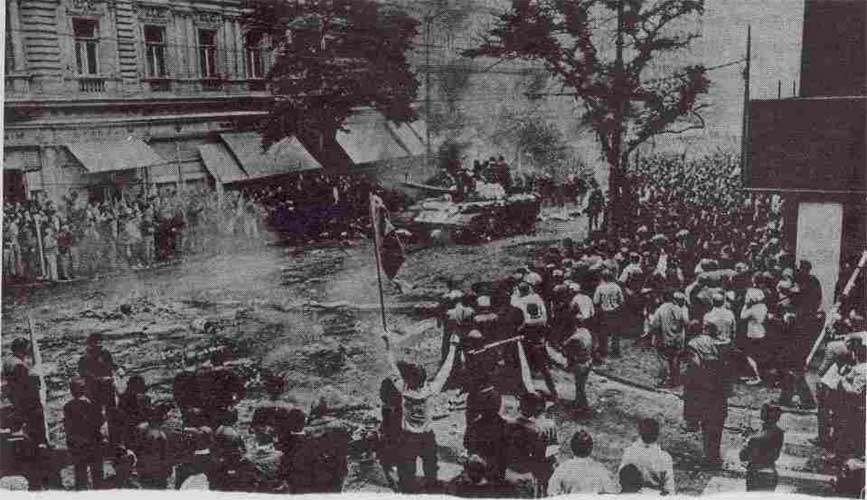
Protest van Praagse inwoners tegen de tanks van het Warschau-pact.

De Sovjet-Unie vreesde dat de ontwikkelingen in Tsjecho-Slowakije een domino-effect zouden hebben in de andere lidstaten van het Warschaupact. Mede daarom wilde Brezjnev ingrijpen in Tsjecho-Slowakije, maar hij was bang dat een inval een reactie van het Westen zou uitlokken. Daarom vergewiste hij zich er eerst van dat hij geen militair antwoord van het Westen hoefde te verwachten. Toen hij zich daarvan verzekerd voelde, startte hij met de invasie van Tsjecho-Slowakije. In de nacht van 20 op 21 augustus 1968 reden Russische tanks Praag binnen. Ook Polen, Hongarije en Bulgarije leverden troepen. Roemenië en Albanië deden dat niet. De troepen van de DDR vatten post aan de grens, zonder Tsjecho-Slowakije binnen te vallen. In totaal werden 150.000 soldaten naar het land gestuurd. De operatie kreeg de codenaam 'Operatie Donau' mee.
Het eerste doelwit van de tanks was Radio Praag. Het radiostation werd verwoest, maar dankzij een ondergronds radiostation, dat indertijd door de Russen zelf was aangelegd om de propaganda te kunnen voortzetten in geval van een vijandelijke aanval, slaagden ze erin om nog tot 27 augustus verder uit te zenden. Het station riep het volk op tot verzet, onder andere door op de muren te schrijven dat de Russen naar huis moesten, en door alle bewegwijzering te verwijderen. Deze laatste oproep was zo succesvol dat op een bepaald moment nog enkel de wegwijzers richting Moskou overbleven. In de Pravda stond toen te lezen dat de contrarevolutie in Tsjecho-Slowakije geen kans gegeven mocht worden.
Moskou wilde een regering installeren waar het meer vat op had, maar niemand werd bereid gevonden met de invallers samen te werken. De zittende politici werden opgepakt en naar Moskou overgebracht.

### Onder Russische controle
Het verzet in Tsjecho-Slowakije bleef echter leven. Ludvík Svoboda, president van de republiek en man met groot gezag in het Warschaupact, reisde naar Moskou om de vrijlating van de leiders te eisen. Dat gebeurde, maar niet zonder dat er een politiek akkoord werd gesloten met verregaande gevolgen. De censuur werd heringevoerd, de besluiten van het geheime congres werden tenietgedaan, en de invloed van de partij op het dagelijks leven van de mensen werd versterkt. In ruil voor deze toegevingen trok de Sovjet-Unie een deel van haar troepen terug. De onderminister van Buitenlandse Zaken van de Sovjet-Unie bleef van september 1968 tot december 1968 als opzichter in Praag.
Op 16 oktober zwichtten Dubček, Černík en Husák voor de druk, en stemden in met de blijvende aanwezigheid van Russische troepen in hun land. Uiteindelijk bleven er nog een 50.000 soldaten in het land.
Bijna alle hervormingen werden teruggedraaid. De onrust en ontevredenheid groeiden weer in het land, tegelijk met de opstanden. Dit kwam tot een hoogtepunt toen op 16 januari 1969 de student Jan Palach zichzelf in brand stak op het Wenceslausplein in Praag uit protest tegen de teruggedraaide hervormingen. Drie dagen later overleed hij aan zijn verwondingen. Er zouden nog een tiental mensen zijn voorbeeld volgen.
Op 17 april 1969 verving de Sovjet-Unie Dubček door Gustáv Husák. In het najaar van datzelfde jaar ging hij over tot een zuivering van de communistische partij. Hij verwijderde iedereen die ervan verdacht werd niet loyaal te zijn aan de Sovjet-Unie. Uit protest zegden 350.000 leden van de partij hun lidmaatschap op. Husák keerde terug naar het repressieve beleid van voor 1968, en toonde zich zo een volgeling van het beleid in de Sovjet-Unie. Dubček was nog een tijdje ambassadeur in Turkije, maar werd politiek uitgerangeerd. Hij kreeg een functie bij het Slowaakse Staatsbosbeheer, maar in 1989 keerde hij terug naar de politiek.

## Excuses
Op 1 maart 2006 bood de Russische president Poetin tijdens een bezoek aan Praag zijn excuses aan voor de invasie van 1968. Hij zei de morele verantwoordelijkheid voor de inval te aanvaarden en deze te veroordelen.

## In boek en film
De Praagse Lente vormt het toneel van Milan Kundera's roman De ondraaglijke lichtheid van het bestaan, dat door Philip Kaufman werd verfilmd (The Unbearable Lightness of Being), met onder andere Daniel Day-Lewis en Juliette Binoche.